# Jasnogórski Kwartet Wokalny Cantus
Jasnogórski Kwartet Wokalny Cantus – zespół wokalny powstały w maju 1992 roku z inicjatywy ówczesnego przeora klasztoru na Jasnej Górze – o. Jerzego Tomzińskiego. Pierwszy skład kwartetu Cantus tworzyli: Agnieszka Przeździecka (obecnie Jakubowska) – sopran, Lidia Kubiak (obecnie Jeziorowska) – alt, Przemysław Jeziorowski – tenor, Piotr Grabas – bas. Opiekunem zespołu z ramienia Klasztoru został o. Jacek Łęski.
Skład zespołu ulegał zmianom.
Aktualnie Kwartet Wokalny „Cantus” tworzą:
- Sylwia Piłat – sopran – absolwentka Instytutu Muzyki Akademii im. Jana Długosza w Częstochowie,
- Lidia Jeziorowska – alt – absolwentka Instytutu Muzyki Wyższej Szkoły Pedagogicznej w Częstochowie,
- Przemysław Jeziorowski – tenor – absolwent Akademii Muzycznej w Krakowie oraz Podyplomowego Studium Emisji Głosu Akademii Muzycznej w Bydgoszczy – kierownik artystyczny zespołu,
- Krzysztof Gajowniczek – baryton – absolwent Akademii Muzycznej w Katowicach.

Obecnym opiekunem zespołu z ramienia Klasztoru jest kustosz Sanktuarium.
Głównym celem śpiewaczej działalności Kwartetu jest kontynuacja tradycji śpiewu gregoriańskiego na mszy konwentualnej – łacińskiej, która jest odprawiana codziennie o godzinie ósmej rano w Kaplicy Matki Bożej. Podczas tych Mszy św. „Cantus” wykonuje części stałe mszy gregoriańskich oraz utwory czterogłosowe muzyki religijnej zarówno starych mistrzów, jak i współczesnych kompozytorów. Kwartet śpiewa również podczas uroczystości kościelnych, związanych z życiem Sanktuarium. Zespół nie zamyka się wyłącznie w repertuarze sakralnym. Chętnie śpiewa opracowania utworów ludowych i rozrywkowych. Jasnogórski Kwartet Wokalny „Cantus” prowadzi szeroką działalność koncertową. Uczestniczył w wielu imprezach na terenie miasta i kraju, koncertach charytatywnych, koncertował w Anglii, Niemczech oraz w Szwecji, nagrywał dla II Programu Polskiego Radia i Radia BBC Nottingham oraz zrealizował audycję dla I Programu Telewizji Polskiej.

## Osiągnięcia
- 1997 – II miejsce na Ogólnopolskim Festiwalu Kolęd i Pastorałek w Będzinie,
- 2002 – Nagroda Burmistrza Miasta Koniecpola w Ogólnopolskim Festiwalu Pieśni Pielgrzymkowej i Liturgicznej "Gaudium et Gloria",
- 2004 – I nagroda na Festiwalu Muzyki Chóralnej "Juliusz Łuciuk - 50 lecie twórczości kompozytorskiej",
- 2004 – I miejsce na IX Wojewódzkim Festiwalu Pieśni Patriotycznej w Myszkowie,
- 2007 – III miejsce na X Łódzkim Festiwalu Chóralnym "Cantio Lodziensis".